# برنگتسا موکرا
برنگتسا موکرا (به لهستانی:  Brynica Mokra) یک روستا در لهستان است که در گمینا ناگووویتسه واقع شده‌است. برنگتسا موکرا ۲۳۰ نفر جمعیت دارد.